# Pascal Moraguès
Pour les articles homonymes, voir Moragues.
Pascal Moraguès est un clarinettiste français, né en 1963. Première clarinette solo à l'Orchestre de Paris depuis 1981, Pascal Moraguès poursuit une carrière de concertiste. Il est professeur au Conservatoire national supérieur de musique et de danse de Paris depuis 1995 et donne, des classes de maître en Europe, au Japon et aux États-Unis.

## Biographie
Pascal Moraguès commence le solfège à l'âge de six ans au conservatoire de Saint-Maur et commence la clarinette deux ans plus tard. Il entre au conservatoire national supérieur de musique de Paris, rue de Madrid, à l'âge de 14 ans et obtient son prix de clarinette deux ans plus tard dans la classe d'Ulysse Delécluse. 
À l'âge de 18 ans, il devient première clarinette solo de l'Orchestre de Paris. 
Pascal Moraguès s'est produit en soliste sous la direction de Daniel Barenboïm, Pierre Boulez, Semyon Bychkov, Carlo Maria Giulini, Zubin Mehta, Iouri Bachmet, Emmanuel Krivine, Frans Brüggen, Louis Langrée et Stefan Sanderling.
Partenaire de musique de chambre, il est membre du Quintette Moraguès (quintette à vent), de l'Ensemble Viktoria Mullova et de l'Ensemble de Katia et Marielle Labèque.
L'Orchestre de chambre d'Europe l'associe fréquemment à ses activités.
On le retrouve également aux côtés de Christoph Eschenbach, Sviatoslav Richter, Christian Zacharias, Elena Bashkirova, Hélène Grimaud, Pascal Rogé, Oleg Maisenberg, Joseph Kalichstein, Stephen Bishop, Itamar Golan, Yuri Bashmet, Natalia Gutman, Shlomo Mintz, Joshua Bell, Gary Hoffman, Boris Pergamenchtchikov, de Dame Felicity Lott, du Trio Guarneri et des quatuors Borodine, Pražák, Sine Nomine, Carmina, Keller, Lindsay, Ysaÿe, Parisii et Talich.
Il apparaît régulièrement au programme des institutions musicales internationales telles que le Wigmore Hall de Londres, le Musikverein de Vienne, le Konzerthaus de Vienne et le Konzerthaus de Berlin, le Théâtre des Champs-Élysées et le Théâtre du Châtelet à Paris, le Carnegie Hall de New York, le Kennedy Center à Washington et des grandes séries en Europe, au Moyen-Orient, aux États-Unis, en Australie et au Japon où il est invité chaque année.
Il a enregistré une vingtaine de disques. En 1994, le Quintette Moraguès reçoit le Grand Prix de la Nouvelle Académie du disque. Dans l'intégrale de Sviatoslav Richter parue chez Philips en 1995, le pianiste russe a choisi le Quintette Moraguès pour l'enregistrement du Quintette pour piano et vents op.16 de Beethoven. En 2017, il enregistre le trio et les sonates de Johannes Brahms. 
En 2007, il a été nommé Chevalier de l'ordre des Arts et des Lettres par le ministre de la Culture et de la Communication de la République Française.
Pédagogue, il est professeur au Conservatoire national supérieur de musique et de danse de Paris depuis 1995 et professeur à la Haute École de musique de Lausanne depuis 2017. Il intervient comme Guest Professor au Royal College of Music de Londres et au College Superieur of Music d’Osaka au Japon depuis 2004. Il dispense de nombreuses classes de maître à travers le monde entier.
En 2016, il est président du Jury du Concours International de clarinette Jacques Lancelot. 
Il est essayeur pour le facteur Buffet Crampon.